# Nécropole Ard-al-Moharbeen
La nécropole Ard-al-Moharbeen était un cimetière romain dans la bande de Gaza. C'est le plus grand cimetière à être découvert au Gaza et il est pensé qu'il était en utilisation du premier siècle av. J.-C. au deuxième siècle apr. J.-C. La nécropole fut découverte en 2022 et mise au jour en 2023. Elle fut sévèrement endommagée au cours de la guerre à Gaza.

## Découverte et fouilles
Le cimetière fut découvert en février 2022 au cours de travaux pour un projet de construction de logements à Jabaliya. De là au moment de l'annonce publique de la découverte en 2023, les archéologues ont trouvé 125 tombes à travers 4 000 m2,. Première Urgence Internationale et l'école biblique et archéologique française de Jérusalem ont mené les fouilles avec l'aide de 30 étudiants de troisième cycle de l'université de Palestine et l'université islamique de Gaza.

## Caractéristiques du site
La nécropole est le plus grand cimetière à être découvert dans la bande de Gaza, avec 135 tombes identifiées. La plupart des tombes contenaient toujours des dépouilles. Quelques-unes contenaient du mobilier funéraire, y compris des pots en argile, des flacons de parfum, et (en accord avec la tradition gréco-romaine) des pièces de monnaie déposées dans la bouche des défunts,. Une partie des pots trouvés étaient d'origine nabatéenne de Pétra, indiquant des liens commerciaux avec le monde arabe. Une tombe avait des murs décorés avec des images de couronnes et guirlandes de laurier.
Parmi les découvertes sont deux sarcophages en plomb—un décoré avec des motifs de vignes et grappes de raisin et l'autre avec des images de dauphins — les premiers à être découverts au Gaza. Le sarcophage aux motifs de vignes fut transféré au musée de Qasr al-Basha de la ville de Gaza pour être exposé au public ; l'autre sarcophage est laissé sur place. Il est pensé que les enterrements au cimetière datent du 1er siècle av. J.-C. au IIe siècle apr. J.-C., et que quelques-uns d'entre eux appartiennent à de riches marchands ou à des fonctionnaires romains de haut rang,. Cependant, la plupart des enterrements sont modestes, indiquant que ce n'était pas un cimetière d'élite.

## Préservation et destruction
Après leur découverte, les pots cassés trouvés parmi le mobilier funéraire sont le sujet d'un effort de restauration par les archéologues. Les squelettes, pour la plupart largement intacts, sont aussi nettoyés et restaurés pour être envoyé hors de Gaza pour être analysés avant de retourner sous la possession du Ministère du Tourisme et des Antiquités palestinien (en),.
En novembre 2023, Jehad Yasin du Ministère du Tourisme et des Antiquités annonce que le cimetière a été « presque entièrement détruit » au cours de la guerre à Gaza. Dans un rapport en janvier 2024, l'UNESCO annonce avoir confirmé des dommages au cimetière à l'aide de techniques de surveillance à distance.